# Grande Prêmio da Áustria de 2003
Resultados do Grande Prêmio da Áustria de Fórmula 1 (formalmente XXXII A1 Grand Prix von Österreich) realizado em A1-Ring em 18 de maio de 2003. Sexta etapa da temporada, foi vencido pelo alemão Michael Schumacher, da Ferrari.

## Resumo
- Com os 16 pontos conquistados pelos seus pilotos, a Ferrari lidera o Mundial de Construtores pela primeira vez na temporada.
- Última corrida de Fórmula 1  disputada na Áustria até 2014.

## Classificação

### Treinos oficiais
| Pos.   | Nº | Piloto                | Equipe           | Q1        | Q2        | Dif.     |
| ------ | -- | --------------------- | ---------------- | --------- | --------- | -------- |
| 1      | 1  | Michael Schumacher    | Ferrari          | 1:07.908  | 1:09.150  |          |
| 2      | 6  | Kimi Räikkönen        | McLaren-Mercedes | 1:08.978  | 1:09.189  | + 0.039  |
| 3      | 3  | Juan Pablo Montoya    | Williams-BMW     | 1:08.839  | 1:09.391  | + 0.241  |
| 4      | 9  | Nick Heidfeld         | Sauber-Petronas  | 1:09.479  | 1:09.725  | + 0.575  |
| 5      | 2  | Rubens Barrichello    | Ferrari          | 1:08.187  | 1:09.784  | + 0.634  |
| 6      | 7  | Jarno Trulli          | Renault          | 1:09.450  | 1:09.890  | + 0.740  |
| 7      | 17 | Jenson Button         | BAR-Honda        | 1:08.831  | 1:09.935  | + 0.785  |
| 8      | 15 | Antônio Pizzonia      | Jaguar-Cosworth  | 1:09.024  | 1:10.045  | + 0.895  |
| 9      | 11 | Giancarlo Fisichella  | Jordan-Ford      | 1:09.281  | 1:10.105  | + 0.955  |
| 10     | 4  | Ralf Schumacher       | Williams-BMW     | sem tempo | 1:10.279  | + 1.129  |
| 11     | 20 | Olivier Panis         | Toyota           | 1:09.764  | 1:10.402  | + 1.252  |
| 12     | 16 | Jacques Villeneuve    | BAR-Honda        | 1:08.680  | 1:10.618  | + 1.468  |
| 13     | 21 | Cristiano da Matta    | Toyota           | 1:10.370  | 1:10.834  | + 1.684  |
| 14     | 5  | David Coulthard       | McLaren-Mercedes | 1:08.947  | 1:10.893  | + 1.743  |
| 15     | 10 | Heinz-Harald Frentzen | Sauber-Petronas  | 1:10.055  | 1:11.307  | + 2.157  |
| 16     | 12 | Ralph Firman          | Jordan-Ford      | 1:11.171  | 1:11.505  | + 2.355  |
| 17     | 14 | Mark Webber           | Jaguar-Cosworth  | 1:08.512  | 1:11.662  | + 2.512  |
| 18     | 18 | Justin Wilson         | Minardi-Cosworth | 1:11.056  | 1:14.508  | + 5.358  |
| 19     | 8  | Fernando Alonso       | Renault          | 1:09.680  | 1:20.113  | + 10.963 |
| 20     | 19 | Jos Verstappen        | Minardi-Cosworth | 1:10.894  | sem tempo |          |
| Fonte: |    |                       |                  |           |           |          |

### Corrida
| Pos.   | Nº | Piloto                | Construtor       | Voltas | Tempo/Diferença        | Grid | Pontos |
| ------ | -- | --------------------- | ---------------- | ------ | ---------------------- | ---- | ------ |
| 1      | 1  | Michael Schumacher    | Ferrari          | 69     | 1:24:04.888            | 1    | 10     |
| 2      | 6  | Kimi Räikkönen        | McLaren-Mercedes | 69     | + 3.362                | 2    | 8      |
| 3      | 2  | Rubens Barrichello    | Ferrari          | 69     | + 3.951                | 5    | 6      |
| 4      | 17 | Jenson Button         | BAR-Honda        | 69     | + 42.243               | 7    | 5      |
| 5      | 5  | David Coulthard       | McLaren-Mercedes | 69     | + 59.740               | 14   | 4      |
| 6      | 4  | Ralf Schumacher       | Williams-BMW     | 68     | +1 Lap                 | 10   | 3      |
| 7      | 14 | Mark Webber           | Jaguar-Cosworth  | 68     | + 1 volta              | 17   | 2      |
| 8      | 7  | Jarno Trulli          | Renault          | 68     | + 1 volta              | 6    | 1      |
| 9      | 15 | Antônio Pizzonia      | Jaguar-Cosworth  | 68     | + 1 volta              | 8    |        |
| 10     | 21 | Cristiano da Matta    | Toyota           | 68     | + 1 volta              | 13   |        |
| 11     | 12 | Ralph Firman          | Jordan-Ford      | 68     | + 1 volta              | 16   |        |
| 12     | 16 | Jacques Villeneuve    | BAR-Honda        | 68     | + 1 volta              | 12   |        |
| 13     | 18 | Justin Wilson         | Minardi-Cosworth | 67     | + 2 voltas             | 18   |        |
| Ret    | 11 | Giancarlo Fisichella  | Jordan-Ford      | 60     | Sistema de combustível | 9    |        |
| Ret    | 9  | Nick Heidfeld         | Sauber-Petronas  | 46     | Motor                  | 4    |        |
| Ret    | 8  | Fernando Alonso       | Renault          | 44     | Motor                  | 19   |        |
| Ret    | 3  | Juan Pablo Montoya    | Williams-BMW     | 32     | Motor                  | 3    |        |
| Ret    | 20 | Olivier Panis         | Toyota           | 6      | Suspensão              | 11   |        |
| Ret    | 19 | Jos Verstappen        | Minardi-Cosworth | 0      | Embreagem              | 20   |        |
| DNS    | 10 | Heinz-Harald Frentzen | Sauber-Petronas  | 0      | Embreagem              | 15   |        |
| Fonte: |    |                       |                  |        |                        |      |        |

## Tabela do campeonato após a corrida
| Pos.   | Piloto             | Pontos |
| ------ | ------------------ | ------ |
| 1      | Kimi Räikkönen     | 40     |
| 2      | Michael Schumacher | 38     |
| 3      | Rubens Barrichello | 26     |
| 4      | Fernando Alonso    | 25     |
| 5      | David Coulthard    | 23     |
| Fonte: |                    |        |

| Pos.   | Construtor       | Pontos |
| ------ | ---------------- | ------ |
| 1      | Ferrari          | 64     |
| 2      | McLaren-Mercedes | 63     |
| 3      | Renault          | 35     |
| 4      | Williams-BMW     | 35     |
| 5      | Jordan-Ford      | 11     |
| Fonte: |                  |        |

- Nota: Somente as primeiras cinco posições estão listadas.